# Масальскис, Валентинас
Валентинас Масальскис (лит. Valentinas Masalskis, род. 11 апреля 1954, Каунас) — литовский советский актёр театра и кино, театральный режиссёр; лауреат Национальной премии Литвы по культуре и искусству (1996).

## Биография
Окончил Литовскую консерваторию (ныне Литовская академия музыки и театра; 1972—1976). В 1976—1992 годах — актёр Каунасского драматического театра. Наиболее значительные роли в 1970-х—1990-х годах создал в спектаклях, поставленных режиссёром Йонасом Вайткусом по пьесам Максима Горького, Юозаса Грушаса, Альбера Камю и других. 
С 2000 года — актёр Литовского национального драматического театра.

## Фильмография
- 2011 — Борис Годунов — Мнишек
- 2009 — Яма — одна история жизни
- 2008 — Тяжелый песок (15 серия) — штурмбаннфюрер СС
- 2007 — Воронье Озеро — Бродяга (главная роль)
- 2005 — Лес богов — Профессор (главная роль)
- 2003 — Йонукас и Гритуте — мафиози
- 2000 — Свобода
- 1997 — Лунная Литва
- 1996 — Страх
- 1994 — Шляхтич Завальня, или Беларусь в фантастических рассказах — Сумоха
- 1992 — Цена головы — Ян Рудек
- 1991 — Изгой
- 1991 — Окно напротив — Хелл Джеффрис
- 1989 — Высокая кровь — Грахов (главная роль)
- 1988 — Красный цвет папоротника — Сэнк
- 1988 — Осень, Чертаново… — Фёдор (главная роль)
- 1987 — Тринадцатый апостол — член экспедиции
- 1987 — Вельд — Давид Макклин
- 1986 — Корона ужа — Константинас (главная роль)
- 1986 — Золотая цепь — Эверест Ганувер (главная роль)
- 1986 — Звездочёт
- 1985 — Вариант «Зомби» — Дэвидсон Джеймс
- 1984 — Девять кругов падения — Повилас Олшаускас
- 1984 — В двух шагах от «Рая» — Роот
- 1983 — Уроки ненависти — немецкий офицер
- 1983 — Полёт через Атлантический океан — Виктор
- 1982 — Богач, бедняк… (эпизод)
- 1981 — Рай красного дерева — Каролис Тулейкис (главная роль)
- 1981 — Медовый месяц в Америке — сын Алана
- 1981 — Лето кончается осенью — Вилюс Якимкус (главная роль)
- 1980 — Факт (эпизод)
- 1980 — Встречи с 9 до 9 — Ромас Шпонас (главная роль, дублировал Г.Богачев)
- 1979, 1980 — Блуждающие огоньки — Король
- 1978 — Жизнь Бетховена

## Награды и премии
- Лауреат Всесоюзного кинофестиваля в номинации «Призы за лучшие актерские работы» за 1983 год (фильм «Лето кончается осенью», совместно с Вайвой Майнелите и Альгимантасом Масюлисом).
- Национальная премия Литвы по культуре и искусству (1996).
- Кавалер ордена «За заслуги перед Литвой» (2007)[2].
- Офицер ордена «За заслуги перед Литвой» (2020)[3].